# Thérèse Huber
Thérèse Huber, née Marie Therese Heyne à Göttingen le 7 mai 1764 et morte à Augsbourg le 15 juin 1829, est une auteure allemande.
Elle fait partie des Universitätsmamsellen, un groupe de cinq femmes actives académiquement durant les XVIIIe siècle et XIXe siècle, avec Meta Forkel-Liebeskind, Dorothea Schlözer, Philippine Engelhard et Caroline Schelling.

## Biographie
Fille de Christian Gottlob Heyne, elle perd sa mère très jeune. En 1784, elle épouse Georg Forster puis, après la mort de celui-ci en 1794, Ludwig Ferdinand Huber.
Elle se consacre à la littérature et publie sous le nom de son mari jusqu'à son décès en 1804. Elle s'installe alors à Stuttgart où elle écrit le Morgenblatt für gebildete Stände (en). En 1828, elle publie aussi deux volumes de la Correspondance de J.-G. Forster.
Les six volumes de ses Contes ne sont édités par son fils qu'à titre posthume de 1830 à 1833.

## Thérèse Huber dans la culture
- 1989 : Le Rendez-vous de Travers, un film sur la relation entre Thérèse Huber et Georg Forster.